# 小川彩
小川彩（日语：／ Ogawa Aya */?，2007年06月27日—）是日本偶像藝人，為女性偶像团体乃木坂46成員 。出生於千葉縣。身高是154公分 。

## 簡歷

### 2019年 至 2021年
加入乃木坂46前隸屬於模特事務所“GRAM MODEL Management”，從2019年8月到2021年6月期刊間擔任小學女生的流行雜誌《kirapitch》的專屬模特兒。

### 2022年
- 2月1日，正式公布被通過了“乃木坂46新成員招募試鏡”，成為乃木坂46的5期生。
- 2月5日，在《乃木坂配信中》中公佈詳細資料[5]。
- 2月17日，乃木坂46第29張單曲《Actually…》正式發售，參與了五期生曲《絕望前的一秒》，並於Type-B DVD中公開了個人紀錄片[6]。
- 2月23日，在“乃木坂46小時TV 5期生 見面會”上首次登台亮相。
- 3月19日，於官方網站公佈了詳細的個人簡介。
- 7月19日，開始其首次參與之乃木坂46真夏全國巡迴演唱會(大阪,廣島,福岡,北海道,宮城,愛知(名古屋),東京明治神宮)。
- 7月25日，週刊Young Magazine2022年34期初出演及獲得Young Magazine獎（ヤンマガ賞）[7]。
- 7月28日，週刊少年Champion2022年35期初出演及獲得週刊少年冠軍獎[8]。
- 8月5日，與5期生隊友五百城茉央、井上和首次於anan(アンアン)2022年 No.2310期亮相[9]。
- 8月7日，TOKYO IDOL FESTIVAL 2022 初出演 [10]。

### 2023年
- 11月27日，在乃木坂46第34張單曲《Monopoly》的五期曲《いつの日か、あの歌を…/總有一天，我會唱這首歌…》中首次擔任Center，也成為歷代成員中最小年紀擔任Center位置的人[11](資料錯誤)。

### 2024年
- 8月21日，乃木坂46第36張單曲《放縱日》正式發售，首次進入乃木坂的單曲選拔並獲選十一福神之護法位。

### 2025年
- 小川彩是自《放縱日》以來於乃木坂46第38張單曲《臍橙》相隔2作回歸福神。

- 小川彩於乃木坂46第39張單曲《Same numbers》任選拔成員。

## 個人
- 巨蟹座
- 一家四口, 有一位哥哥
- 暱稱：A-YA
- 喜歡的東西：番茄、蔬菜、桃子、烤肉(內臟)、鮭魚壽司、拉麵、清水、樂器、看運動比賽、跳舞、海、滑雪、桑拿、(很少東西不喜歡)
- 特长:算盤、單簧管、烚蛋
- 優點:健康、積極
- 缺點:有時候按照自己的節奏放鬆
- 乃木坂以外喜歡的歌手: 米津玄師
- 是五期生中最年少的成員
- 應援色：白色
- 最喜歡的成員：齋藤飛鳥
- 最喜歡的在席成員：齋藤飛鳥
- 憧憬的成員：生田絵梨花、白石麻衣、齋藤飛鳥、賀喜遙香、久保史緒里。
- 最喜歡的MV：第23張單曲《Sing Out!》。
- 最喜歡的歌曲：第23張單曲《Sing Out!》。[1]

## 作品

### 音樂單曲
乃木坂46
| #    | 發行日期       | 單曲名稱         | 參與歌曲名稱               | MV | 商品編號         | 備註     |  |
| ---- | -------------- | ---------------- | -------------------------- | -- | ---------------- | -------- |  |
| 29th | 2022年3月23日  | Actually…        | 絕望前一秒                 | ★  | SRCL-12106/7     | 出道作品 |  |
| 30th | 2022年8月31日  | 喜歡搖滾！       | 像撕下創可貼一般的分手方式 | ★  | SRCL-12218       |          |  |
| 31st | 2022年12月7日  | 不存在於此的事物 | 17分鐘                     | ★  | SRCL-12338       |          |  |
| 32nd | 2023年3月23日  | 人們終將再度追夢 | 違心之事                   | ★  | SRCL-12480/1     |          |  |
| 32nd | 2023年3月23日  | 人們終將再度追夢 | 我們的道別                 | ★  | SRCL-12480/1     |          |  |
| 32nd | 2023年3月23日  | 人們終將再度追夢 | 眼淚的滑梯                 |    | SRCL-1248        |          |  |
| 32nd | 2023年3月23日  | 人們終將再度追夢 | 漣漪不復返                 | ★  | SRCL-12486/7     |          |  |
| 33rd | 2023年8月29日  | 獨自一人的天堂   | 試著不去想                 | ★  | SRCL-12624/5     |          |  |
| 33rd | 2023年8月29日  | 獨自一人的天堂   | 命的褻瀆                   |    | SRCL-12628       |          |  |
| 33rd | 2023年8月29日  | 獨自一人的天堂   | 踩到了                     | ★  | SRCL-12620/1     |          |  |
| 34th | 2023年12月6日  | Monopoly         | 總有一天，那首歌…          | ★  | SRCL-12638       | Center   |  |
| 34th | 2023年12月6日  | Monopoly         | 回憶無法止息               | ★  | SRCL-11140/2     |          |  |
| 35th | 2024年4月10日  | 機會平等         | 車道側                     | ★  | SRCL-12630–12638 |          |  |
| 35th | 2024年4月10日  | 機會平等         | 「掰掰」令人痛苦           | ★  | SRCL-12850/1     |          |  |
| 35th | 2024年4月10日  | 機會平等         | 還有7首歌                  |    | SRCL-12852/3     |          |  |
| 36th | 2024年8月21日  | 放縱日           | 放縱日                     | ★  | SRCL-12950–8     | 十一福神 |  |
| 36th | 2024年8月21日  | 放縱日           | 不黏人的小貓               |    | SRCL-12954/5     |          |  |
| 36th | 2024年8月21日  | 放縱日           | 宣洩狂熱的方式             | ★  | SRCL-12956/7     |          |  |
| 37th | 2024年12月11日 | 步道橋           | 步道橋                     | ★  | SRCL-13070–8     | 選拔     |  |
| 37th | 2024年12月11日 | 步道橋           | 對相對論提出異議           | ★  | SRCL-13070–8     |          |  |
| 37th | 2024年12月11日 | 步道橋           | 乃木坂饅頭                 |    | SRCL-13074/5     |          |  |
| 37th | 2024年12月11日 | 步道橋           | 落雪之日再相見吧           |    | SRCL-13076/7     |          |  |
| 38th | 2025年3月26日  | 臍橙             | 臍橙                       | ★  | SRCL-13220–8     | 十一福神 |  |
| 38th | 2025年3月26日  | 臍橙             | 懷念之情的前方             | ★  | SRCL-13220–8     |          |  |
| 38th | 2025年3月26日  | 臍橙             | 吻的剪影                   |    | SRCL-13228       |          |  |

### 影像作品
- 5期生 Documentary 小川彩（2022年03月23日）EAN 4547366549058

## 演出

### 電視劇
- <<QUIZ!THE違和感>>、2019年11月24日 TBS電視台
- <<夜法包>>、2022年8月13日 日本電視台[12]
- <<宛如粼光夫婦日和>>、2025年4月24日 富士電視台

### 廣告
- 2017年1月　JAL浪漫飛行、『北海魔法之言葉』廣告出演[13]。
- 2017年9月　JAL浪漫飛行2017沖縄、『結婚』篇　廣告出演[14]。
- 2018年11月 VICTOR - WOOD 10th anniversary HA-FW10000系列耳機廣告出演[15]。
- 2019 世嘉玩具“Magical Me Pad” 廣告出演 [16]。

## 書籍

### 雜誌連載
- 2019年8月到2021年6月期刊間擔任《kirapitch》（日语：／ キラ☆ピチ）的專屬模特兒
- 2020年3月　雑誌 『美麗的和服』春季刊 出演[17]。

## 備註
1. ↑  中文歌迷亦以「小彩」暱稱之。

## 外部鏈結
- 官方网站
- 官方博客